# Älvdalen

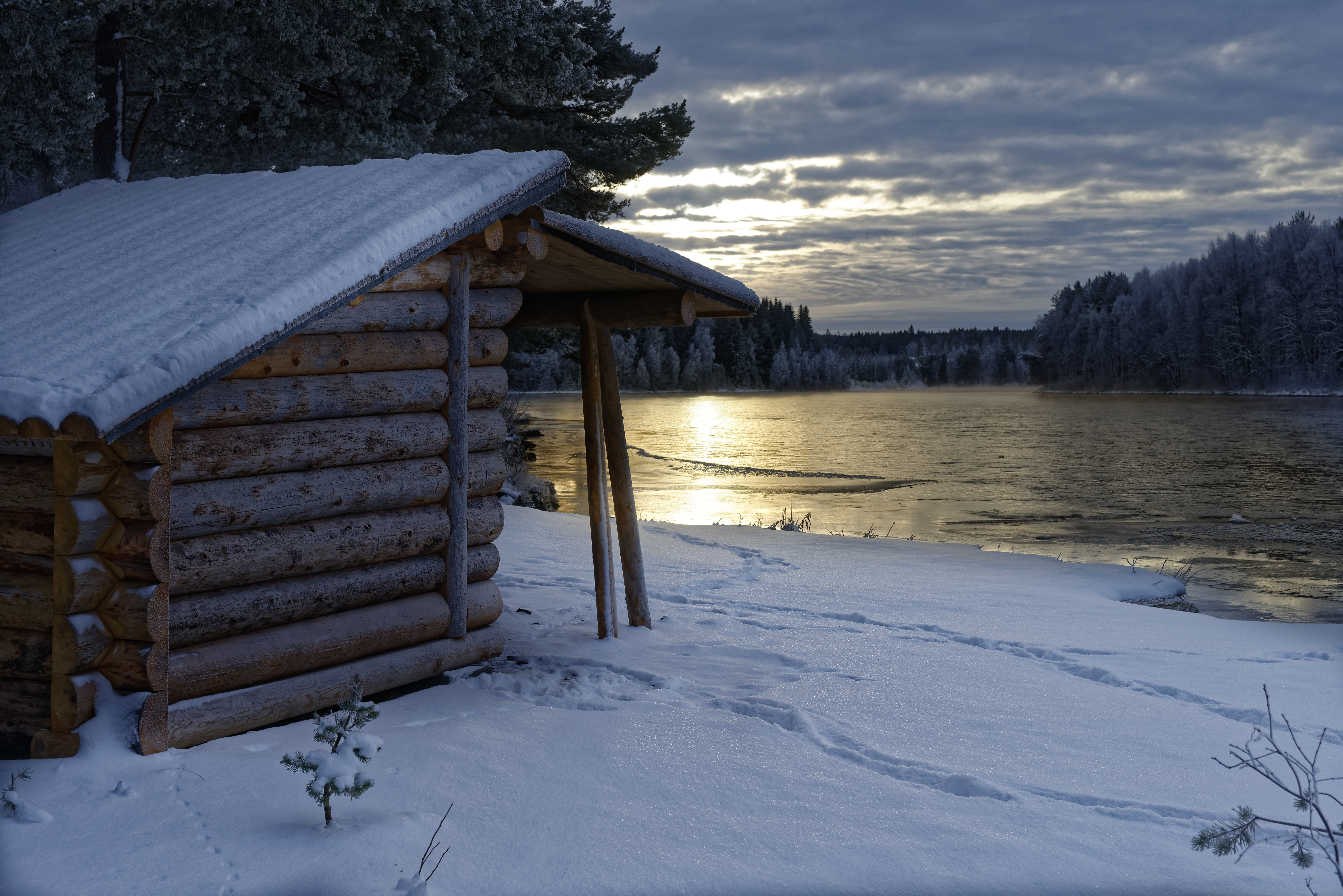
Camping à Älvdalen. Décembre 2017.

Älvdalen est le chef-lieu de la commune d'Älvdalen, dans le comté de Dalécarlie, en Suède.
C'est la seule ville du monde où l'on parle l'elfdalien.